# ГЕС Гуавіо
ГЕС Гуавіо — гідроелектростанція у південній частині Колумбії. Використовує ресурс із річки Guavio, правої притоки Upia (впадає ліворуч до Мети, лівої притоки Оріноко).
В межах проекту річку перекрили кам’яно-накидною греблею із бетонним ядром, яка має власне ім’я Alberto-Lleras, висоту 247 метрів та довжину 390 метрів. Вона утримує водосховище з площею поверхні 13,3 км2 та об’ємом 1047 млн м3 (корисний об’єм 747 млн м3), у якому припустиме коливання рівня під час операційної діяльності між позначками 1598 та 1630 метрів НРМ. Окрім власного стоку до сховища здійснюється подача додаткового ресурсу із річок Чівор та Батата, для чого спорудили тунелі довжиною 2,2 км та 2,3 км відповідно.
З резервуару ресурс подається до прокладеного у правобережному гірському масиві дериваційного тунелю довжиною 13,5 км. В системі також працює запобіжна балансувальна камера довжиною 319 метрів з діаметром 8,4 метра. На завершальному етапі вода проходить через напірну шахту висотою 545 метрів та напірний тунель довжиною 1,4 км.
Машинний зал станції, споруджений у підземному виконанні на глибині понад 500 метрів, має розміри 234х17 метрів при висоті 35 метрів. Крім того, існує окремий зал для трансформаторного обладнання розмірами 201х14 метрів при висоті 21 метр. 
На станції встановили п’ять турбін типу Пелтон потужністю по 242,6 МВт, які при напорі у 1050 метрів повинні забезпечувати виробництво 5890 млн кВт-год електроенергії на рік.
Відпрацьована вода для повернення в Гуавіо транспортується по відвідному тунелю довжиною 5,3 км.
Видача продукції відбувається по ЛЕП, розрахованій на роботу під напругою 230 кВ.